# Bladel

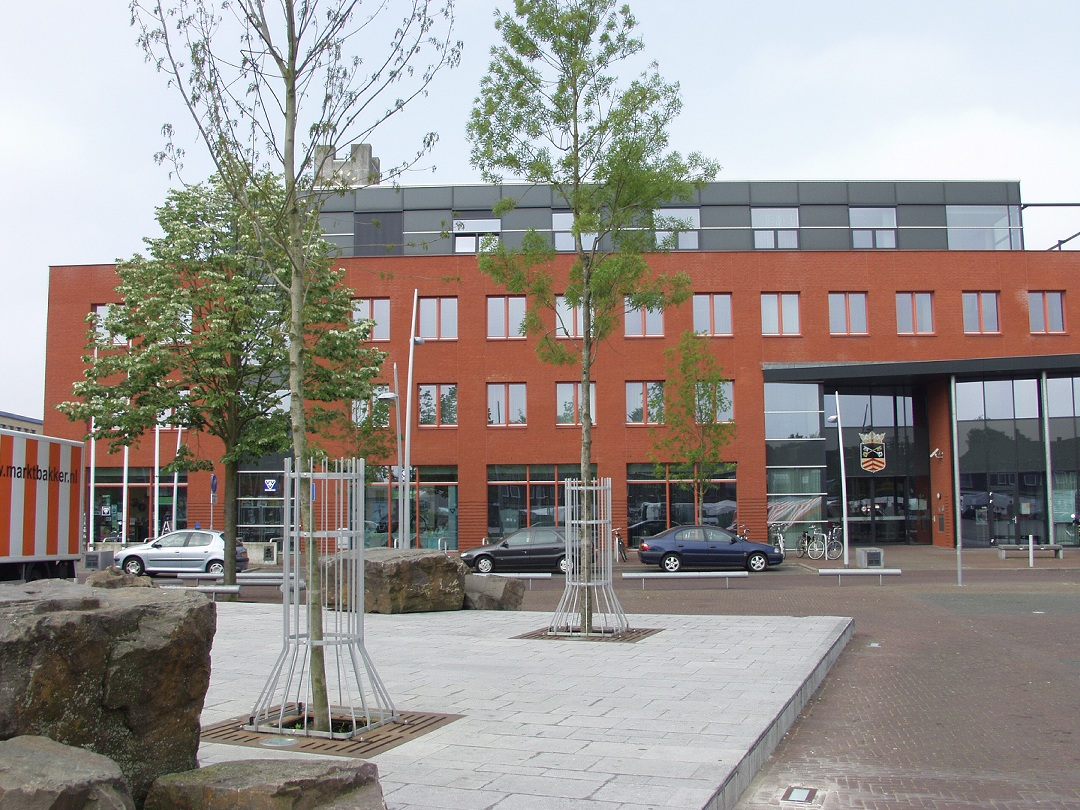
Stadshuset.

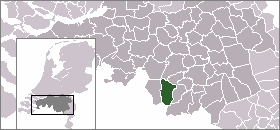
Bladels läge

Bladel är ett litet samhälle i södra Nederländerna. Med inslag av gammalmodig stil är det som en rundresa i en saga av hagar med minihästar och får, vägar av klappersten och små söta hus. Orten har 15 597 invånare (februari 2012).
Ligger ungefär 25 minuters bilresa från staden Eindhoven med dess 200.000 invånare och därifrån cirka två timmar med tåg till Amsterdam.
I denna del av Nederländerna hålls en årlig karneval (runt februari) där paradtågen med stora paradvagnar (som byggs nya varje år) rullar på gatorna, spelande till musik och utklädda, glada holländare. På kvällen är det kalas för alla åldrar där man klär ut sig till vad man vill. Karnevalen varar i fem dagar. 